# 26 f.Kr.
26 f.Kr. var ett normalår som började en måndag i den proleptiska julianska kalendern, men i verkligheten antingen ett normalår som började en tisdag eller onsdag, eller ett skottår som började en måndag, tisdag eller onsdag i den julianska kalendern (se skottårsfelet i den julianska kalendern för mer information).

## Händelser

### Efter plats

#### Romerska riket
- Augustus och Titus Statilius Taurus blir konsuler i Rom, Augustus för åttonde och Taurus för andra gången.
- Kleopatra Selene gifter sig med Juba II av Numidien och som bröllopsgåva får hon av Augustus titeln drottning av Mauretanien.
- Tiridates invaderar Parterriket och präglar mynt daterade till mars och maj detta år.
- Den romerska kontrollen över västra delen av Hispania konsolideras genom Augustus fälttåg.

#### Grekland
- Dioteimos Alaios blir arkont av Aten.

#### Osroene
- Abgar III efterträds av Abgar IV.

#### Indien
- Andhradynastin efterträder Kanvadynastin som härskare över östra Indien.

## Avlidna
- Gajus Cornelius Gallus, romersk poet, fältherre och politiker (självmord)